# Elizabeth Maconchy
Elizabeth Maconchy DBE (ur. 19 marca 1907 w Broxbourne, zm. 11 listopada 1994 w Norwich) – brytyjsko-irlandzka kompozytorka.

## Życiorys
Była irlandzkiego pochodzenia i dorastała na wsi w Irlandii. Zaczęła komponować w młodości, grała na pianinie od 6. roku życia. Uczyła się muzyki w Dublinie. Po śmierci ojca w 1923 roku przeprowadziła się z rodziną do Londynu. Studiowała u Ralpha Vaughana Williamsa i Charlesa Wooda na Królewskiej Akademii Muzycznej w Londynie w latach 1923–1929 (była uważana za najlepszą studentkę w jej klasie), kształciła się także w Pradze dzięki Octavia Travelling Scholarship.
Należała do Composers’ Guild of Great Britain od 1959 roku (jako jedna z pierwszych kobiet), a także do Society for the Promotion of New Music od 1976 roku.
Poślubiła bibliotekarza Royal College of Surgeons of England Williama LeFanu. Jej córka Nicola LeFanu jest kompozytorką.

## Nagrody
- Komandor Orderu Imperium Brytyjskiego (1977)[5]
- Dama Komandor Orderu Imperium Brytyjskiego (1987)[5][3]

## Twórczość
Tworzyła muzykę orkiestrową, utwory instrumentalne, chóralne, pieśni na głos i fortepian. Podczas II wojny światowej i po jej zakończeniu eksperymentowała z dodekafonią, następnie wróciła do swojego wcześniejszego stylu. Wybrane dzieła:
- The Land, suita orkiestrowa (1929[3], wyk. 1930[7])
- Great Agrippa, balet (1934)[1]
- Puck Fair, balet (1939–1940)[3]
- Wariacje na smyczki (1945)[1]
- Symfonia (1948)[1]
- Proud Thames na orkiestrę (1952–1953)[3]
- The Sofa, opera[1] (1956–1957[5])
- The Three Strangers, opera[1] (1957–1958[5])
- The Departure, opera (1960–1961)[5]
- The Birds, opera (1968)[5]
- The Jesse Tree, opera kościelna (1969)[5]
- Johnny and the Mohawks, opera dziecięca (1969)[5]
- The King of the Golden River, opera dziecięca (1975)[5]